# Афразийские языки
Афрази́йские языки́ (также афроазиатские, устаревшее название — семито-хамитские или хамито-семитские) — макросемья языков (или фила), распространённых в северной части Африки от Атлантического побережья и Канарских островов до побережья Красного моря, а также в Западной Азии и на острове Мальта. Включает около 400 различных языков и имеет около 630 миллионов говорящих в настоящее время. 
Макросемья включает пять (или шесть) семей языков, имеющих признаки общего происхождения — наличие родственных корневых и грамматических морфем (например, женский род в этих языках выражается через окончание -t), а также особенностей фонетики и синтаксиса: семитские языки, египетский язык, берберские языки, кушитские языки, омотские языки и чадские языки.  
Большинство исследователей сходятся во мнении, что эти языки зародились на северо-востоке Африки или в Леванте. Группы говорящих на афразийских языках (главным образом на различных диалектах арабского языка) имеются во многих странах за пределами основной области их распространения.  
Носители афразийских языков были одними из первых в истории человечества людей, кто разработал письменность.  

## История исследований

### Семитские языки
Началом изучения семитских языков можно считать Раннее Средневековье, когда учёные-грамматисты стали более методично исследовать и сравнивать арабский, древнееврейский и арамейский языки, как в современных им формах, так и в древних. Обычно целью таких работ было желание лучше вычитывать и понимать различную религиозную литературу. Некоторое влияние на труды арабских, еврейских и сирийских средневековых филологов оказывали византийские грамматисты. В Европе изучение языков семитской ветви началось в эпоху классического гуманизма (XIV—XVI века), с использованием еврейской языковедческой традиции.
Значимым событием в XVIII веке была дешифровка финикийского алфавита французским аббатом Ж. Бартелеми. В XIX веке по семитским языкам издаются важнейшие грамматики, словари, исторические обзоры, каталоги и критические издания рукописей, своды эпиграфических памятников, в том числе «Corpus Inscriptionum Semiticarum» (с 1881 г., Париж). Наиболее значимые исследователи периода — Т. Нёльдеке, В. Гезениус (древнееврейский словарь и грамматика), Ю. Вельхаузен, Р. Киттель (библеистика), Ф. Преториус и К. Ф. А. Дильман (эфиопистика), М. Лидзбарский (эпиграфика), К. Броккельман (сравнительная грамматика семитских языков), А. И. Сильвестр де Саси, Э. М. Катрмер, И. Гольдциер (арабистика).
В XX веке изучение семитских языков развивается на базе нового материала, собранного многочисленными научными экспедициями. В 30‑х гг. Ш. Виролло и Х. Бауэром было дешифровано угаритское письмо, в 1947 г. некоторый переворот в библеистике создала находка Кумранских рукописей. Наиболее значимые исследователи XX века — П. Э. Кале, П. Леандер, Г. Бергштрессер, И. Фридрих (Германия); Дж. Х. Гринберг, И. Дж. Гелба, С. Гордон, В. Леслау (США); Ж. Кантино, А. Дюпон-Соммер, М. Коэн, Д. Коэн (Франция); Г. Р. Драйвер, леди М. Дроуэр (Великобритания); С. Москати, Дж. Гарбини, П. Фрондзароли (Италия), К. Петрачек (Чехословакия), Й. Айстлейтнер (Венгрия), Э. Бен Йехуда, Х. М. Рабин, Э. Й. Кучер (Израиль). В наши дни кафедры семитологии существуют почти во всех университетах мира (см. также: Семитология).

### Хамитские языки
Примерно в середине XIX века в науке возникла гипотеза о существовании языковой общности Северной Африки под общим названием «хамитские языки». Это предположение восходит, вероятно, к немецкому египтологу К. Р. Лепсиусу, а окончательно оно утвердилось под влиянием работ австрийского египтолога и лингвиста Л. Рейниша. Позднее языковед африканист К. Майнхоф значительно расширил понятие «хамитские языки», включив сюда все языки Африки, в которых различается грамматический род. В наши дни термин не употребляется.

### Семито-хамитские языки (иначе — хамито-семитские)
Изучение хамитских языков довольно рано выявило их родство с семитскими. Например вопрос сопоставления языка древних египетян с древнесемитскими языками был подробно рассмотрен немецким египтологом и лексикографом А. Эрманом. В дальнейшем многие исследователи проводили подобные работы по лексическим сопоставлениям древнесемитских языков с египетским, а также с отдельными языками Африки, которые относили к хамитским. Сравнения между древними языками и отдельно взятыми живыми языками, с методической точки зрения, были малоудачными. Сравнения между семитскими языками и египетским, а также между египетским и берберскими языками, оказались более успешными, было установлено немало надёжных соответствий (наиболее значимы работы А. Эмбера, Р. Каличе, Э. Зигларжа, В. Вицихла, В. Леслау).
В середине XX века французский лингвист М. Коэн опубликовал сопоставительный «Словарь хамито-семитских языков» (первая подобная работа), представлявший значительный сдвиг в изучении вопроса. Тем не менее, в связи с недостаточной точностью методики и некоторыми другими причинами, словарь подвергся справедливой критике многих учёных. Примерно в этот период большинство лингвистов пришло к выводу, что африканские языки семито-хамитской семьи не составляют особой «хамитской» ветви, которая противостояла бы азиатской «семитской» ветви, а образуют различные части единой языковой семьи. В составе этой семьи отдельные африканские группы языков (ветви) по меньшей мере равноправны с семитской ветвью. Таким образом термин «семито-хамитские языки» стал неверным, однако, по инерции, он продолжил использоваться частью учёных до начала 70-х гг. XX века.

### Афроазиатские/афразийские языки
Ещё в 1950 годах американский лингвист Дж. Х. Гринберг предложил заменить термин «семито-хамитские языки» на «афроазиатские языки»; это название сейчас утвердилось в лингвистической науке стран запада — главным образом в США. В СССР и современной России принят термин «афразийские языки». Иногда употребляют менее распространённые названия — «эритрейские» или «лисрамические» языки. В 1965 году вышла первая сравнительно-историческая грамматика афразийских языков (ещё под названием «семито-хамитских»), в 1981—1986 годах в СССР был выпущен «Сравнительно-исторический словарь афразийских языков». В наши дни лингвистические исследования различных ветвей афразийской макросемьи значительно расширились:1.

## Классификация афразийских языков

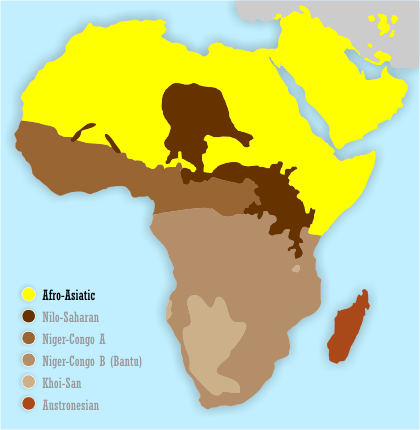
Афроазиатская макросемья (жёлтый цвет) и её соседи

Современная карта афразийских языков

В число афразийских языков входят как живые, так и мёртвые языки. Первые в настоящее время распространены на обширном пространстве, занимая территорию Передней Азии (от Месопотамии до побережья Средиземного и Красного морей) и обширные территории Восточной и Северной Африки — вплоть до атлантического побережья. Отдельные группы представителей афразийских языков встречаются и вне основной территории их распространения. Общее количество говорящих в настоящее время, по разным подсчётам, колеблется между 270 млн и 300 млн человек.
В афразийскую макросемью входят следующие языковые семьи (или ветви).

### Египетская ветвь
Египетский язык со своим поздним потомком — коптским языком — является мёртвым языком. В древности он был распространён на территории долины среднего и нижнего Нила (современный Египет). Первые письменные памятники египетского языка датируются концом IV — началом III тысячелетия до н. э. В качестве живого и разговорного просуществовал до V века н. э. Памятники коптского языка известны с III века н. э.; к XIV веку он выходит из употребления, сохраняясь как культовый язык коптской христианской церкви. В быту копты, которых, по данным конца 2010 года, насчитывается около 8 млн человек, пользуются арабским языком.
- староегипетский ранний †
- староегипетский классический †
- среднеегипетский классический †
- новоегипетский †
- среднеегипетский поздний †
- демотический †
- птолемеевский †
- коптский † (диалекты: саидский, ахмимский, субахмимский/асиутский, фаюмский, бохейрский)

### Берберо-канарская ветвь
Эти языки произошли от праберберского языка. Живые языки этой семьи распространены в Северной Африке к западу от Египта и Ливии до Мавритании, а также в оазисах Сахары, вплоть до Нигерии и Сенегала. По данным конца 1980-х годов, число говорящих составляет более 14 млн человек. В Марокко бербероговорящие составляют около 40 % от всего населения страны, в Алжире — около 25 %. В Египте, Ливии, Тунисе, Мавритании численность бербероязычного населения меньше.
Гуанчские языки — это языки аборигенов Канарских островов, вымерших к XVIII веку.
Все живые берберские языки — бесписьменные. У берберских племён туарегов (Сахара) используется в обиходе своё письмо, именуемое «тифинаг» и восходящее к древнеливийскому письму. Ливийское письмо представлено краткими наскальными надписями, обнаруженными в Сахаре и Ливийской пустыне; самые ранние из них датируются II веком до н. э. Надписи частично дешифрованы; они делятся на три группы памятников: феззанско-триполитанские, западно-нумидийские и восточно-нумидийские. Языки этих надписей представляют группу мёртвых языков берберо-ливийской семьи. 

1. берберские/берберо-ливийские
А. восточноберберские: сива, ауджила, фоджаха, гхадамес, сокна, тмесса
В. южноберберские/туарегские:
а. северотуарегские: аххагар, ахнет, тайток, гхат
б. восточнотуарегские: аир, восточный тауллеммет
с. западнотуарегские: западный тауллеммет, тадгхак, аир, танеслемет
C. северноберберские:
а. зенетские:
I. восточнозенетские: нефуса, зуара, сенед, джерба
II. оазисные: мзаб, уаргла, ригх/туггурт, гурара
III. североалжирские: шауйя, матмата, менасыр, шенва, бени-салах
IV. тлемсенско-восточномарокканские: снус, изнасын
V. северомарокканские: сенхаджа, риф
б. кабильские
с. атласские:
I. сегхрушен
II. тамазигхт/бераберские: изайан, издег, ндыр, мессад
III. шильхские/ташельхайт: нтифа, семлаль, баамрани
D. западноберберские/зенага
Е. древнеливийские эпиграфические: триполитанский †, восточнонумидийский †, западнонумидийский/мавританский †
2. канарские/гуанчские † (языки/диалекты о-ов: Лансароте, Фуэртевентура, Гран-Канария, Тенерифе, Пальма, Гомера, Иерро)

### Чадская ветвь
Языки этой ветви — живые; к ней относится более 150 современных языков и диалектных групп. Распространены в Центральном и Западном Судане, в районе озера Чад, Нигерии, Камеруна. Наиболее многочисленны говорящие на языке хауса, число которых составляет около 30—40 млн человек; для большинства из них хауса является не родным языком, а языком межнационального общения.
1. западночадские:
А. собственно западночадские:
а. хауса: хауса, гвандара
б. сура-герка:
I. сура-ангас: сура/мвагхавул, ангас, мупун, чакфем, джипал, джорто
II. герка-кофьяр: мирьям/мерньянг, диммук/доемак, квалла/квагаллак, бвал, гворам, чип, герка/йивом, монтол/теэл, канам, пьяпун, коеноем
с. рон: фьер, тамбас, даффо-бутура, бокос/чала, ша, кулере, карфа, нафунфья, шагаву
d. боле-тангале: карекаре, гера, герумава, дено, куби, кирфи, галамбу, болева, квам, беле, нгамо, маха, перо, вуркум, куши, чонге, тангале, дера/канакуру, шеллен
B. баучи-баде:
а. северные баучи: варджи, цагу, гала, кария, мия, па’а/афава, сири, мбурку/барке, джимбин, дири
б. южные баучи: боггом/буррум, зул (мбарми), дир/барам-дутсе, геджи-гайнзи, бала, були, джими, гурунтум, зунгур, зар/сайанчи, сигиди, лукши-докши, ванди-вангдай, барава, копти/закши, бото
с. баде-нгизим: нгизим, баде, дувай, айюкава, ширава
2. центральночадские:
А. гонгола-хиги:
а. тера: тера, ньиматли, пидлими (хина), джара, га’анда, хона, габин, нгваба, бога;
б. бура-марги: бура, пабир, чибак, кильба/хыба, марги
с. хиги: хиги, нкафа, макулу, капсики, гье, фали-кирия
d. бата: гуди, фали-джильбу, фали-муби, чеке, нзанги/нджей, бата-гаруа, кобочи, вади, малабу, бачама, гуду
е. лааманг/хидкала: лааманг, хидкала, алатагва, визик, вемго, вага, тур
f. мафа: молоко, муянг, мада, вузлам
В. горные:
а. мандара: мандара/вандала, гамергу, падуко, главда, гбоко, гудуф, дгведе, нгвеше
б. сукур
с. матакам: хурза, удлам, мада, зельгва, мбоку, матакам/мофа, гисига, мутурва
d. даба: даба, балда, мусгой, хина, гавар
е. гидар
С. речные:
а. котоко: будума, котоко, шое, сао, гульфей, афаде, логоне, макери, кусери, мпаде (макери)
б. мусгу: мусгу, нгилемонг, гирвидиг
с. маса: маса, зиме, бана, марба, дари, мусей, месме
3. восточночадские:
А. южные:
а. кванг-кера: кванг/модгел, кера
б. нанчере: габри, нанчере, леле, лай
с. сомрай: сомрай, ндам-дик, тумак, гаданг, мод
В. северные:
а. сокоро: сокоро, барейн, саба
б. дангла: дангалеат, мигама, бидийо
с. мокулу/джонкор
d. муби: джегу, биргит, муби, торам, масмадже, каджаксе, зиренкель

### Кушитская ветвь
Из кушитских языков известны только живые, распространённые в Северо-Восточной Африке: на северо-востоке Судана, в Эфиопии, Джибути, Сомали, на севере Кении и на западе Танзании. По данным конца 1980-х годов, число говорящих составляет около 25,7 млн человек.
1. северокушитский: бедауйе
2. центральнокушитские/агавские: билин, хамир, хамта, дембеа, квара, кемант, аунги, дамот
3. восточнокушитские:
А. сидамо-бурджи: бурджи, сидамо, дараса, хадия, камбата, алаба, кабенна
B. дуллай-тана:
а. дуллай: веризе/варази, гаввада, харсо, цамай
б. макро-оромо:
I. консо-гидоле: консо, гидоле
II. оромо: борена, тулема, меча, вата
с. афар-тана:
I. сахо-афар: афар, сахо
II. омо-тана: гелеба/дасенеч, арборе, эльмоло, байсо, рендилле, сомали, могогодо
4. южнокушитские: дахало/санье, иракв, горова, алагва, бурунге, аса, квадза

### Омотская ветвь
Живые бесписьменные языки, распространённые на юго-западе Эфиопии. Число говорящих, по данным конца 1980-х годов, составляет около 1,6 млн человек. Как самостоятельная ветвь афразийской макросемьи они стали выделяться лишь в последнее время (Г. Флеминг, М. Бендер, И. М. Дьяконов). Часть учёных относит омотские языки к западно-кушитской группе, ранее остальных отделившейся от пракушитского.
1. южноомотские: каро, банна, хамер, ари/бако, диме
2. северноомотские:
А. дизи-омето:
а. дизи: дизи/маджи, нао, шеко
б. макро-омето:
I. ше: ше, гимира/бенчо
II. омето:
а. мале
б. восточные: гидичо/харро, койра/бадитту, зергулла, зисе, гацамба
в. северные: баскето, ойда, дорсе, даче, кулло, гему, веламо/уоламо, гофа, зала, мало
В. гонга-джанджеро:
а. джанджеро/ямма
б. гонга: кефа/кафичо, боша, моча, анфилло/южный мао, бворо/шинаша, нага, боро, губа

### Семитская ветвь
Наиболее многочисленная из афразийских языковых семей; эти языки распространены на территории Арабского Востока, в Израиле, Эфиопии и Северной Африке, а также дисперсно в других странах Азии и Африки. Количество говорящих, по разным источникам, колеблется, составляя примерно 200 млн.
1. северосемитские
А. северо-восточные: аккадский/ассиро-вавилонский †
В. эблаитский †
С. северо-западные:
а. центральные:
I. северо-центральные:
а. аморейский †
б. угаритский †
с. левантийские:
I. ханаанейские: ханаанейский †, древнееврейский †, современный иврит, финикийский †, язык телль эль-амарнской переписки †, моавитский †, я’уди † и др.
II. арамейские: самгальский †, староарамейский †, имперский арамейский †, библейский арамейский †, египетско-арамейский †, христианско-палестинский †, еврейско-палестинский/иудейско-арамейский †, самаритянский †, мандейский †, набатейский †, пальмирский †, сирийский/эдесский †, вавилонско-арамейский/язык Вавилонского Талмуда †, современный арамейский (северо-восточные, туройо и др.)
III. южноаравийские эпиграфические: сабейский †, маинский/минейский †, катабанский †, хадрамаутский †
II. южно-центральные/аравийские:
а. североаравийские эпиграфические: сафский †, самудский †, лихьянский †
б. арабский (литературный и др. — см. разновидности арабского языка), мальтийский
б. периферийные/эфиосемитские:
I. северные: геэз †, тигринья/тиграи, тигре
II. южные: амхарский, аргобба, гоггот, мухер, маскан, энеммор, эндегень, гьето, эжа, чаха, соддо, селти, волане, звай, харари
2. южносемитские: джиббали/шхери/шахри, мехри, харсуси, ботхари, сокотри
Также прасемитский язык.

## Прародина
Период афразийского языкового единства (скорее всего, это был не единый язык, а группа близкородственных диалектов) относится приблизительно к XI—X тысячелетиям до н. э. Распад афразийской макросемьи на отдельные семьи относят к X—VIII тысячелетиям до н. э.
Предполагается, что древнейшим ареалом афразийских языков были территории Северо-Восточной Африки и Передней Азии.
Относительно прародины афразийских языков существуют две гипотезы. Первая по времени выдвинута И. М. Дьяконовым и локализует афразийскую прародину в области Юго-Восточной Сахары и в прилегающих районах Восточной Африки. В XI—X тысячелетиях до н. э. (период мезолита) эти территории были ещё благоприятны для жизни человека. Эта гипотеза поддерживается тем фактом, что большинство афразийских семей и языков по-прежнему распространены на территории Африканского континента. Египетская и чадская языковые ветви, отделившись от праафразийского, сохранили ряд общих особенностей. Позже отделяются носители пракушитской языковой общности, сохранившие ряд особенностей, общих с прасемитским. Последнее разделение афразийских ветвей происходит между прасемитским и прабербероливийским в VI тысячелетии до н. э. В связи с ухудшением климатических условий на территории Сахары древнесемитские племена двинулись на восток, в Переднюю Азию (через Суэцкий перешеек или через Баб-эль-Мандебский пролив). Ливийско-гуанчские племена двинулись в западном направлении, достигнув Атлантического побережья и Канарских островов. По мнению С. Л. Николаева, набор зоонимов, реконструируемый для афразийского праязыка, характерен для субэкваториальной фауны Северо-Восточной Африки (восточный Сахель). При этом названия животных, на которых охотились натуфийцы, реконструируются лишь для прасемитского языка.
Вторая по времени гипотеза выдвинута А. Ю. Милитарёвым и локализует афразийскую прародину в Передней Азии и на Аравийском полуострове. Наиболее вероятной археологической культурой, соответствующей праафразийцам, А. Ю. Милитарёв считает натуфийскую культуру. К этой точке зрения примыкают и сторонники включения афразийских языков в ностратическую общность. В пользу второй гипотезы свидетельствует тот факт, что между афразийскими языками, распространёнными на африканской территории, и неафразийскими языками Передней Азии (в частности, кавказскими) обнаружены следы древних контактов (главным образом, в лексике). По времени проникновения контактная лексика соответствует периоду предполагаемого единства афразийских языков. Согласно второй гипотезе, разделение афразийской общности сопровождалось движением большей части афразийцев на Запад, на территорию Африки, и только говорящие на прасемитском языке остались на своей исторической прародине.
Каждая из языковых семей, входящих в афразийскую макросемью, имеет своё внутреннее подразделение — классификацию языков по генетическому признаку. Классификации разработаны с разной степенью детализации, так как далеко не все афразийские языки достаточно изучены и достаточно полно описаны.
Исключение составляет египетский язык, для которого не обнаружено никаких близких «боковых» родственников (хотя он и проявляет несколько большее сходство с чадскими языками). Для этого языка установлена лишь хронологическая периодизация его существования от первых памятников до последних памятников коптского языка.

## Макрокомпаративистика
Небольшим количеством исследователей афразийская макросемья включается в более общее образование — ностратическую макросемью языков, объединяющую индоевропейскую, картвельскую, уральскую, дравидийскую и алтайскую семьи. Однако в последнее время афразийская макросемья исключается из ностратической и рассматривается наряду с последней как отдельная и самостоятельная, но ближайше родственная ностратической.